# 中濃教会
中濃教会（ちゅうのうきょうかい）は、岐阜県加茂郡坂祝町に所在する日本基督教団のプロテスタント教会である。

## 沿革
- 1946年（昭和21年）9月30日、農村伝道を志す岩井文男が家族と共に、兼松沢一及び栗山八十吉を頼って来坂、土地と家屋の提供を受けて伝道を開始し、坂祝教会が誕生した。
- 1981年3月15日、美濃太田伝道所及び坂祝教会は総会において合併を決議。
- 1981年4月22日、日本キリスト教団中濃教会が誕生し、現在に至る。

## 活動
- 毎年、クリスマスハンドベルコンサートを済美高等学校の生徒が主体となって行われている。
- PHD協会の研修生報告、大晦日炊き出しも合同行事となっている（月に1度の炊き出しは主に名古屋）。
- 農村伝道神学校関係や各募金、特別イベント（交流会）、日本キリスト教団の大会（参加）など行っている。
- その他に結婚式・葬式・召天者記念礼拝・クリスマス礼拝等・祈祷会（歴史研究や現代問題、キリスト教について）等、様々行っている。
- 過去には子供の学校や大晦日礼拝も行っていた。
- 結婚式・葬式は事前に牧師と打ち合わせが必要（キリスト教の心構えなど）。

## 逸話
- 以前の牧師館は、[ウィリアム・メレル・ヴォーリズ] （ William Merrell Vories）が設計を行った（前教会）[要出典]。

## 施設
- 礼拝堂
- 和室
- 台所

## 交通アクセス
- 岐阜県道346号富加坂祝線黒岩の信号よりすぐ。
- 長良川鉄道加茂野駅・前平公園駅
- JR美濃太田駅・坂祝駅

## 所在地
- 〒505-0071　岐阜県加茂郡坂祝町黒岩1412

## 関連団体
- 済美高等学校
- 中部学院大学
- 同志社大学
- 農村伝道神学校

## 歴代牧師
- （初代）岩井文男
- （現在）西川幸作

## 参考資料
- 日本基督教団中濃教会の歩み 「50周年を迎えて」栗山